# Einzelhandelszentralität
Die Einzelhandelszentralität (oder Kaufkraftbindungsquote) ist in der Handelsbetriebslehre eine Zentralität, die angibt, ob die in einer Gebietskörperschaft vorhandene Kaufkraft der Einwohner dort genutzt wird, an das Umland abfließt oder aus dem Umland zufließt.  

## Allgemeines
Als Gebietskörperschaft werden einzelne Städte oder Landkreise ab 10.000 Einwohner statistisch gemessen. Die Einzelhandelszentralität wird maßgeblich von der Siedlungsstruktur und der sozio-ökonomischen Entwicklung einer Region geprägt und stellt dem Kaufkraftpotenzial die Kaufkraftbindung gegenüber. Sie liefert in der Handelswissenschaft Anhaltspunkte für Versorgungsdefizite (Angebotslücke) bzw. Versorgungsüberschüsse (Angebotsüberhang) in einem klar umrissenen Gebiet. 

## Ermittlung
Die Zentralitätskennziffer ist ein Begriff, den die Gesellschaft für Konsumforschung (GfK) geprägt hat. Die Zentralitätskennziffer wird in Deutschland von den Industrie- und Handelskammern errechnet und publiziert.  
Die Einzelhandelszentralität {\displaystyle EZ} ist eine volkswirtschaftliche Kennzahl für eine Gebietskörperschaft (Stadt, Landkreis) und ergibt sich aus der Gegenüberstellung der dort erzielten Umsatzerlöse des Einzelhandels {\displaystyle U_{E}} zu der dort vorhandenen einzelhandelsrelevanten Kaufkraft {\displaystyle E_{K}}:
{\displaystyle EZ={\frac {U_{E}}{E_{K}}}\cdot 100\,\%}.
Die einzelhandelsrelevante Kaufkraft ist das verfügbare Nettoeinkommen zuzüglich dem Entsparen (Entnahme von Spareinlagen), Transfereinkommen und Aufnahme von Konsumkrediten, abzüglich Sparen und Kredittilgung und abzüglich der Ausgaben für Altersversorgung, Brennstoffe, Kraftfahrzeuge, Reisen, Reparaturen, Versicherungsprämien, Wohnung und sonstige Dienstleistungen.

## Statistik
Die größten Städte wiesen 2023 folgende Einzelhandelszentralitäten (EZ) auf:
| Stadt             | EZ 2022 | EZ 2023 |
| ----------------- | ------- | ------- |
| München           | 112,5   | 133,2   |
| Düsseldorf        | 112,1   | 117,7   |
| Stuttgart         | 114,2   | 112,5   |
| Frankfurt am Main | 104,6   | 110,8   |
| Hamburg           | 106,6   | 108,4   |
| Köln              | 115,2   | 115,4   |
| Berlin            | 103,8   | 093,6   |
| Bremen            | 114,9   | 092,3   |

Die höchste Einzelhandelszentralität erreichte der GfK zufolge im Jahre 2022 mit 212,6 Zweibrücken.
Beispiele
In Ludwigshafen am Rhein entwickelte sich der Wert von 91,4 im Jahr 1993 (2001: 95,6; 2005: 98,8) auf 108,5 im Jahr 2009. Während also – nach der Kennzahl charakterisiert – in den 1990er Jahren ein großer Teil der Ludwigshafener Bevölkerung im Umland einkaufte und Ludwigshafen selbst kaum Kaufkraft aus dem ländlichen Umland an sich binden konnte, entwickelte sich die Stadt nun zu einer Einkaufsstadt für die umliegenden Kommunen.
Duisburg wies eine für Großstädte geringe Einzelhandelszentralität von etwas über 90 auf. Dort floss früher Kaufkraft in die umliegenden Städte ab. In Erhebungen im Jahre 2020 konnte die Stadt ihren Kaufkraftabfluss wiederum rückgängig machen und eine Einzelhandelszentralität von 103,4 vorweisen.
Umgekehrt liegen die Werte beispielsweise für Trier bei über 200 und für Schweinfurt bei über 220 (2016), was diese Städte als wichtige Einkaufszentren für ein weites Umland und bei Trier auch für das benachbarte Luxemburg ausweist.

## Aussagekraft
Die Aussagekraft der Einzelhandelszentralität ist nicht eindeutig. Diese volkswirtschaftliche Kennzahl ist ein Indikator dafür, inwieweit es einer Region gelingt, als Mittel- oder Oberzentrum auf ihr Umland Kaufkraft zu Gunsten des dort angesiedelten Einzelhandels anzuziehen. Der Indikator bestimmt die Attraktivität einer Stadt oder einer Region als Einzelhandelsstandort. Als attraktiv gilt ein Standort, wenn er mehr Kaufkraft bindet als den Einwohnern zur Verfügung steht. Das bedeutet, dass bei einer Kennziffer von größer als 100 % Kunden aus dem Umland in die Stadt oder Gemeinde gelenkt werden und der Standort eine Sogwirkung entfaltet. Liegt die Kennzahl unter 100 %, geht örtliche Kaufkraft in das Umland (dort gibt es beispielsweise große Einkaufszentren) oder an den Versandhandel (Online-Handel) verloren. Die neutrale Kennzahl von genau 100 % sagt aus, dass weder Kaufkraft zufließt noch abfließt.
Allerdings kann eine vergleichsweise kleine Gemeinde mit einem sehr großen Einkaufszentrum eine hohe Einzelhandelszentralität aufweisen. So hatte beispielsweise Eching durch das erste deutsche IKEA-Möbelhaus einen Index von 275,7. Deshalb sind die Indexwerte mit Vorsicht zu beurteilen, denn eine gestiegene Einzelhandelszentralität kann sowohl auf höhere Wettbewerbsintensität im Umland als auch auf eine gestiegene Einwohnerzahl der Gemeinde zurückzuführen sein. Die Einzelhandelszentralität steigt nicht nur bei steigenden Umsatzerlösen, sondern auch, wenn die Kaufkraft infolge von rückläufiger Bevölkerungszahl oder vermindertem Einkommen abnimmt.